# 鄭烘原
鄭 烘原（チョン・ホンウォン、정홍원、1944年10月9日 - ）は、韓国の弁護士、検事。釜山地検検事長、法務研修院長などを歴任した後、2013年2月から2015年2月まで国務総理（首相に相当）を務めた。

## 来歴
1944年10月9日、大日本帝国統治下にあった慶尚南道出身。晋州師範学校、成均館大学校を卒業後、1972年に第14回司法試験に合格し、1974年にソウル地検永登浦支庁の検事となる。以来、最高検察庁では中央捜査部課長、ソウル中央では地検特殊部長を務め、また釜山地方検察庁と光州地方検察庁では検事長を務めるなど、検事として30年間活動した。2003年には法務研修院長、2008年には大韓法律救助公団理事長となる。その後は弁護士として活動した。法曹界以外では、中央選挙管理委員会の常任委員として活動。韓国においてマニフェスト運動を初めて提唱し、また電子投票制度の導入にも関わるなど、選挙制度改革に尽力した。
2012年4月の第19代総選挙では与党セヌリ党の公認候補を審査する公職者候補推薦委員会の委員長を務め、ここで党非常対策委員長であった朴槿恵との縁ができることになる。同年12月の大統領選挙ではセヌリ党候補の朴が当選し、当初は首相候補として金容俊元憲法裁判所長を指名したが、その後、国会人事聴聞会が行われる前に不当な不動産投機や2人の息子の兵役免除疑惑が報じられたため、金は首相候補を辞退。2月8日、鄭が首相候補に改めて指名された。ただ、鄭も息子が椎間板ヘルニアで徴兵免除されており、これが高級公職者として相応しい経歴なのかを指摘する声もあった。朴が大統領に就任した翌日の2月26日に国会で任命同意案が承認され、国務総理に就任した。首相となってからは、朴槿恵大統領の書いたものをそのまま読む「代読首相」などと批判されていた。
2014年4月16日に観梅島沖海上で発生したセウォル号沈没事故では韓国政府の対応の不手際が指摘され、4月27日、国務総理を辞職することを表明した。しかし後任に指名された安大熙は弁護士時代に不透明な高額報酬を得ていた疑惑が浮上し指名を辞退、続いて指名された文昌克は過去の親日的とされる発言が問題視されやはり辞退に追い込まれ、結局6月26日になって鄭の国務総理続投が発表された。いったん辞任を表明し、大統領もそれを了承した後に留任となった国務総理は鄭が韓国憲政史上初である。2015年1月23日、セヌリ党の李完九院内代表の次期国務総理候補者が青瓦台より発表された。2月16日、李の任命同意案が国会で可決され、鄭は国務総理を退任した。
2020年7月27日には『大韓民国国民の皆様に訴えます』というタイトルの24分間の動画を公開し、その中で文在寅大統領に対する批判を展開、また野党・未来統合党に対する注文をつけた。

## 対日政策
- 2013年11月17日、ソウル・白凡金九記念館で開かれた「第75回殉国先烈の日記念式」に参加し、「日本はまだ歴史について真の謝罪と反省を見せていない」などと演説した[17]。
- 2015年1月10日、世宗市での記者会見で日本の嫌韓について「日本は『韓国は兄の国』と呼ぶほど、さまざまな方面で私たちが日本を上回っている」と主張し、「このような点に対する日本の心理的な問題もあるようだ」などと解説した[18]。